# Relacions entre el Kirguizstan i Malàisia
Les relacions entre el Kirguizstan i Malàisia es refereixen a les relacions exteriors entre el Kirguizstan i Malàisia. El Kirguizstan té una ambaixada a Kuala Lumpur, mentre que l'ambaixada de Malàisia no és pas en territori kirguís, sinó a la capital de l'Uzbekistan, Taixkent, que està acreditada també davant el Kirguizstan.

## Història
Les relacions diplomàtiques entre els dos països es van establir el març de 1992 i l'ambaixada del Kirguizstan es va establir en 1997 amb l'ajuda del Govern de Malàisia. En 1995, el president del Kirguizstan, Askar Akaev, va realitzar la seva primera visita oficial a Malàisia. El primer ministre de Malàisia, Mahathir bin Mohamad, va fer una visita oficial recíproca al Kirguizstan en 1996. Des de llavors, les relacions bilaterals han millorat molt en el sector del comerç i l'economia, la inversió, la cultura, l'ajuda humanitària i altres esferes d'interès mutu.
En 2018, va esclatar un escàndol en l'ambaixada kirguís a Kuala Lumpor per diversos casos de violacions de secret sota el mandat de l'ambaixador Kylychbek Sultan, que fou considerat el millor diplomàtic de l'any pocs dies abans. Fou retirat de la diplomàcia i investigat pel Comitè Estatal de Seguretat Nacional.
Durant la primera onada de la pandèmia de COVID-19, Malàisia fou un dels principals països d'on venien els milers de kirguisos que foren evacuats pel ministeri d'Afers Exteriors del seu país.

## Relacions econòmiques
Actualment, la República del Kirguizstan vol estrènyer els seus llaços econòmics amb Malàisia. Durant una reunió amb l'ex-primer ministre malaisi Najib Razak, el Kirguizstan ha anunciat la seva intenció de buscar inversions malàisies al país. El comerç bilateral entre els dos països continua sent petit, d'uns 3 milions de dòlars, pel fet que no existeix una connexió aèria directa entre les dues capitals. No obstant això, moltes empreses malàisies han començat a buscar possibilitats d'inversió al país.
En 2019, les exportacions malàisies al Kirguizstan van xifrar en 3,46 milions de dòlars, en les quals el producte més exportat fou l'oli de palma (38,7% del total). El saldo de la balança comercial kirguís amb Malàisia és pràcticament negativa, ja que només n'exporta per un valor de 56 mil euros. La màquina i la mel són els productes més exportats amb un 44,8% i 29,1% respectivament.